# Al-Shabab Club
L'Al-Shabab Club (in arabo نادي الشباب‎?, "club la Gioventù") è una società calcistica saudita della città di Riad. Milita nella Lega saudita professionistica, la massima divisione del campionato saudita di calcio.

## Storia
L'Al-Shabab fu la prima società calcistica di Riad. Fondato nel 1947, ebbe come primo presidente Abdulrahman Bin Saeed. Nel 1952 colse il primo successo, battendo il Sakit Al-Hadeed (club delle ferrovie) a Riad, e nel 1955 vinse la Coppa del Re Saud battendo il Collegio militare.
Nel 1957 sorsero nuovi dissidi: al giocatore Saleh Jaber fu assegnato il ruolo di capitano, ma egli fu poi licenziato e i gradi furono assegnati a Ahmed Lmfoon. Contrasti con alcuni membri del club, in disaccordo con la decisione, portarono alle dimissioni del presidente Abdulrahman Bin Saeed e di altri membri, che nello stesso anno fondarono una nuova società, l'Al-Hilal. L'Al-Shabab fu attanagliato da difficoltà economiche che lo costrinsero a sospendere l'attività per sei mesi. All'inizio del 1959 sorse un nuovo problema: Abdullah Bin Ahmed, l'allora presidente, non più in grado di gestire da solo il club, decise di prendersi una vacanza all'estero, non prima di aver sciolto la prima squadra. La maggior parte dei giocatori fu, dunque, libera di firmare per altri club, principalmente l'Al-Ahli e l'Al-Hilal.
Nei ranghi del club rimase la squadra giovanile, con il giocatore Abdulrahman Bin Ahmed a prendersi cura dei giovani; la squadra assunse il nome di Shabab Al-Riad, che significa "la gioventù di Riyadh". Nel 1959 fu costituita la Federazione calcistica dell'Arabia Saudita e tutte le squadre di calcio passarono ad avere un assetto ufficiale. Nel 1960, nel primo torneo ufficiale chiamato Coppa del Re saudita per la provincia centrale, lo Shabab Al-Riad affrontò l'Al-Hilal e vinse per 3-0, aggiudicandosi per la prima volta la coppa.
Negli anni '60 il club acquisì crescente popolarità, tanto che molti giocatori desideravano far parte della squadra. Nel 1967 le società dell'Al-Najmah e Al-Marekh si fusero con lo Shabab Al-Riad, che cambiò nome in Al-Shabab; come colori sociali furono scelti inizialmente il bianco e il verde, ma nel 1977 furono adottati gli attuali colori, cioè nero, grigio e bianco.
Nel 1975 l'Al-Shabab retrocesse in seconda serie, ma nella stagione successiva, vincendo il campionato cadetto, tornò in massima serie.
Nel 1991 si aggiudicò per la prima volta il campionato, mentre nel 1993 divenne il primo club a vincere tre campionati sauditi consecutivamente.
Nel 2007 divenne il primo club saudita a realizzare progetti per aumentare le entrate del club, avviando un progetto da 200 milioni di dollari che prevedeva la costruzione di un hotel a 5 stelle e un centro commerciale. Durante una visita al club nel gennaio 2008, il principale sostenitore dell'Al-Shabab, Khalid bin Sultan Al Sa'ud, annunciò il lancio di due nuovi progetti, il canale televisivo Al-Laith e il museo dell'Al-Shabab.

## Cronistoria
| Stagione | Divisione     | Posizione | G  | V  | N  | P  | RF | RS | DR  | Punti | Coppa del Re         | Coppa del Principe della Corona | Coppa del Principe Faysal bin Fahd | Champions League araba  | Supercoppa araba | AFC Champions League | Coppa delle Coppe dell'AFC | Supercoppa d'Asia | Coppa dei Campioni del Golfo |
| -------- | ------------- | --------- | -- | -- | -- | -- | -- | -- | --- | ----- | -------------------- | ------------------------------- | ---------------------------------- | ----------------------- | ---------------- | -------------------- | -------------------------- | ----------------- | ---------------------------- |
| 2000-01  | SPL           | 7         | 22 | 7  | 6  | 9  | 28 | 29 | -1  | 27    |                      |                                 |                                    |                         | Vittoria         |                      | Vittoria                   |                   |                              |
| 2001-02  | SPL           | 9         | 22 | 5  | 7  | 10 | 24 | 30 | -6  | 22    |                      |                                 |                                    |                         |                  |                      |                            | Finale            |                              |
| 2002-03  | SPL           | 6         | 22 | 11 | 5  | 6  | 36 | 22 | +14 | 38    |                      | Quarti di finale                | Semifinale                         |                         |                  |                      |                            |                   |                              |
| 2003-04  | SPL           | 2         | 22 | 12 | 6  | 4  | 50 | 27 | +23 | 42    |                      | Quarti di finale                | Semifinale                         |                         |                  |                      |                            |                   |                              |
| 2004-05  | SPL           | 1         | 22 | 14 | 6  | 2  | 42 | 16 | +26 | 48    |                      | Quarti di finale                | Fase a gironi                      |                         |                  | Fase a gironi        |                            |                   |                              |
| 2005-06  | SPL           | 1         | 22 | 13 | 6  | 3  | 47 | 22 | +25 | 45    |                      | Semifinale                      | Semifinale                         |                         |                  | Quarti di finale     |                            |                   |                              |
| 2006-07  | SPL           | 4         | 22 | 14 | 2  | 6  | 45 | 27 | +18 | 44    |                      | Quarti di finale                | Semifinale                         |                         |                  | Fase a gironi        |                            |                   |                              |
| 2007-08  | SPL           | 3         | 22 | 11 | 9  | 2  | 39 | 21 | +18 | 42    | Vittoria             | Semifinale                      | Semifinale                         | Trentaduesimi di finale |                  |                      |                            |                   |                              |
| 2008-09  | SPL           | 4         | 22 | 10 | 5  | 7  | 37 | 29 | +8  | 35    | Vittoria             | Finale                          | Vittoria                           |                         |                  | Sedicesimi di finale |                            |                   |                              |
| 2009-10  | SPL           | 4         | 22 | 11 | 7  | 4  | 36 | 23 | +13 | 40    | Semifinale           | Semifinale                      | Vittoria                           |                         |                  | Semifinale           |                            |                   |                              |
| 2010-11  | SPL           | 4         | 26 | 13 | 7  | 6  | 42 | 30 | +11 | 46    | Quarti di finale     | Sedicesimi di finale            | Vittoria                           |                         |                  | Sedicesimi di finale |                            |                   |                              |
| 2011-12  | SPL           | 1         | 26 | 19 | 7  | 0  | 50 | 16 | +34 | 64    | Quarti di finale     | Quarti di finale                | 4º posto                           |                         |                  |                      |                            |                   |                              |
| 2012-13  | SPL           | 3         | 26 | 27 | 5  | 4  | 53 | 36 | +17 | 56    | Finale               | Semifinale                      | 6º posto                           |                         |                  | Quarti di finale     |                            |                   |                              |
| 2013-14  | SPL           | 4         | 26 | 9  | 10 | 7  | 42 | 38 | +4  | 37    | Vittoria             | Semifinale                      | 4º posto                           |                         |                  | Sedicesimi di finale |                            |                   |                              |
| 2014-15  | SPL           | 5         | 26 | 11 | 7  | 8  | 37 | 31 | +6  | 40    | Quarti di finale     | Ottavi di finale                | Vittoria                           |                         |                  | Fase a gironi        |                            |                   |                              |
| 2015-16  | SPL           | 6         | 26 | 11 | 6  | 9  | 27 | 28 | -1  | 39    | Ottavi di finale     | Semifinale                      |                                    |                         |                  |                      |                            |                   |                              |
| 2016-17  | SPL           | 6         | 26 | 8  | 9  | 9  | 28 | 32 | -4  | 33    | Sedicesimi di finale | Quarti di finale                |                                    |                         |                  |                      |                            |                   |                              |
| 2017-18  | SPL           | 10        | 26 | 8  | 7  | 11 | 36 | 36 | 0   | 31    | Quarti di finale     | cancellata                      |                                    |                         |                  |                      |                            |                   |                              |
| 2018-19  | SPL           | 5         | 30 | 15 | 9  | 6  | 39 | 25 | +14 | 54    | Ottavi di finale     | -                               |                                    |                         |                  |                      |                            |                   |                              |
| 2019-20  | SPL           | 7         | 30 | 12 | 7  | 11 | 38 | 37 | +1  | 43    | Sedicesimi di finale | -                               |                                    |                         |                  |                      |                            |                   |                              |
| 2020-21  | SPL           | 2         | 30 | 17 | 6  | 7  | 68 | 43 | +25 | 57    | Ottavi di finale     | -                               |                                    |                         |                  |                      |                            |                   |                              |
| 2021-22  | SPL 2021-2022 | 4         | 30 | 15 | 10 | 5  | 52 | 36 | +16 | 55    | Semifinale           | -                               |                                    |                         |                  |                      |                            |                   |                              |
| 2022-23  | SPL 2022-2023 | 4         | 30 | 17 | 5  | 8  | 57 | 33 | +24 | 56    | Ottavi di finale     | -                               |                                    |                         |                  | Quarti di finale     |                            |                   |                              |
| 2023-24  | SPL           | 8         | 34 | 12 | 8  | 14 | 45 | 42 | +3  | 44    | Quarti di finale     | -                               |                                    |                         |                  | Play-off             |                            |                   |                              |

## Rosa 2025-2026
| N. |                           | Ruolo | Calciatore           |
| -- | ------------------------- | ----- | -------------------- |
| 2  | Arabia Saudita (bandiera) | D     | Hamad Al-Yami        |
| 4  | Paesi Bassi (bandiera)    | D     | Wesley Hoedt         |
| 5  | Arabia Saudita (bandiera) | D     | Nader Al-Sharari     |
| 7  | Italia (bandiera)         | C     | Giacomo Bonaventura  |
| 8  | Arabia Saudita (bandiera) | C     | Fahad Al-Muwallad    |
| 9  | Marocco (bandiera)        | A     | Abderrazak Hamdallah |
| 10 | Belgio (bandiera)         | C     | Yannick Carrasco     |
| 11 | Argentina (bandiera)      | C     | Cristian Guanca      |
| 12 | Arabia Saudita (bandiera) | C     | Majed Kanabah        |
| 13 | Brasile (bandiera)        | D     | Carlos Júnior        |
| 15 | Arabia Saudita (bandiera) | C     | Hussain Al-Monassar  |
| 16 | Arabia Saudita (bandiera) | D     | Hussain Al-Sabiyani  |
| 18 | Corea del Sud (bandiera)  | P     | Kim Seung-gyu        |
| 21 | Arabia Saudita (bandiera) | C     | Nawaf Al-Sadi        |

| N. |                           | Ruolo | Calciatore         |
| -- | ------------------------- | ----- | ------------------ |
| 22 | Arabia Saudita (bandiera) | P     | Fawaz Al-Qarni     |
| 30 | Brasile (bandiera)        | D     | Robert Renan       |
| 33 | Arabia Saudita (bandiera) | P     | Abdullah Al-Mayouf |
| 38 | Arabia Saudita (bandiera) | D     | Mohammed Harbush   |
| 50 | Arabia Saudita (bandiera) | P     | Mohammed Al-Absi   |
| 56 | Portogallo (bandiera)     | A     | Daniel Podence     |
| 60 | Arabia Saudita (bandiera) | P     | Mohammed Al-Hakim  |
| 66 | Arabia Saudita (bandiera) | D     | Nawaf Al-Gulaymish |
| 70 | Arabia Saudita (bandiera) | A     | Haroune Camara     |
| 71 | Arabia Saudita (bandiera) | C     | Mohamed Al-Thani   |
| 77 | Arabia Saudita (bandiera) | A     | Hamad Al-Khorayef  |
| 90 | Arabia Saudita (bandiera) | A     | Majed Abdullah     |
|    | Arabia Saudita (bandiera) | C     | Fares Owais        |
|    | Svizzera (bandiera)       | C     | Vincent Sierro     |

## Rosa 2024-2025
| N. |                           | Ruolo | Calciatore           |
| -- | ------------------------- | ----- | -------------------- |
| 2  | Arabia Saudita (bandiera) | D     | Hamad Al-Yami        |
| 4  | Paesi Bassi (bandiera)    | D     | Wesley Hoedt         |
| 5  | Arabia Saudita (bandiera) | D     | Nader Al-Sharari     |
| 7  | Italia (bandiera)         | C     | Giacomo Bonaventura  |
| 8  | Arabia Saudita (bandiera) | C     | Fahad Al-Muwallad    |
| 9  | Marocco (bandiera)        | A     | Abderrazak Hamdallah |
| 10 | Belgio (bandiera)         | C     | Yannick Carrasco     |
| 11 | Argentina (bandiera)      | C     | Cristian Guanca      |
| 12 | Arabia Saudita (bandiera) | C     | Majed Kanabah        |
| 13 | Brasile (bandiera)        | D     | Carlos Júnior        |
| 15 | Arabia Saudita (bandiera) | C     | Hussain Al-Monassar  |
| 16 | Arabia Saudita (bandiera) | D     | Hussain Al-Sabiyani  |
| 18 | Corea del Sud (bandiera)  | P     | Kim Seung-gyu        |
| 21 | Arabia Saudita (bandiera) | C     | Nawaf Al-Sadi        |

| N. |                           | Ruolo | Calciatore         |
| -- | ------------------------- | ----- | ------------------ |
| 22 | Arabia Saudita (bandiera) | P     | Fawaz Al-Qarni     |
| 30 | Brasile (bandiera)        | D     | Robert Renan       |
| 33 | Arabia Saudita (bandiera) | P     | Abdullah Al-Mayouf |
| 38 | Arabia Saudita (bandiera) | D     | Mohammed Harbush   |
| 50 | Arabia Saudita (bandiera) | P     | Mohammed Al-Absi   |
| 56 | Portogallo (bandiera)     | A     | Daniel Podence     |
| 60 | Arabia Saudita (bandiera) | P     | Mohammed Al-Hakim  |
| 66 | Arabia Saudita (bandiera) | D     | Nawaf Al-Gulaymish |
| 70 | Arabia Saudita (bandiera) | A     | Haroune Camara     |
| 71 | Arabia Saudita (bandiera) | C     | Mohamed Al-Thani   |
| 77 | Arabia Saudita (bandiera) | A     | Hamad Al-Khorayef  |
| 90 | Arabia Saudita (bandiera) | A     | Majed Abdullah     |
|    | Arabia Saudita (bandiera) | C     | Fares Owais        |

## Rosa 2023-2024
| N. |                           | Ruolo | Calciatore          |
| -- | ------------------------- | ----- | ------------------- |
| 1  | Arabia Saudita (bandiera) | P     | Mustafa Malayekah   |
| 2  | Arabia Saudita (bandiera) | D     | Hamad Al-Yami       |
| 3  | Arabia Saudita (bandiera) | D     | Khalid Al-Asiri     |
| 4  | Brasile (bandiera)        | D     | Iago Santos         |
| 6  | Colombia (bandiera)       | C     | Gustavo Cuéllar     |
| 8  | Arabia Saudita (bandiera) | C     | Fahad Al-Muwallad   |
| 11 | Arabia Saudita (bandiera) | C     | Hattan Bahebri      |
| 12 | Arabia Saudita (bandiera) | C     | Majed Kanabah       |
| 13 | Brasile (bandiera)        | D     | Carlos Júnior       |
| 14 | Marocco (bandiera)        | D     | Romain Saïss        |
| 15 | Arabia Saudita (bandiera) | C     | Hussain Al-Monassar |
| 16 | Arabia Saudita (bandiera) | D     | Hussain Al-Sabiyani |
| 18 | Corea del Sud (bandiera)  | P     | Kim Seung-gyu       |
| 19 | Arabia Saudita (bandiera) | C     | Mohammed Al-Yami    |
| 20 | Senegal (bandiera)        | A     | Habib Diallo        |

| N. |                           | Ruolo | Calciatore         |
| -- | ------------------------- | ----- | ------------------ |
| 21 | Arabia Saudita (bandiera) | C     | Nawaf Al-Sadi      |
| 22 | Arabia Saudita (bandiera) | P     | Fawaz Al-Qarni     |
| 23 | Belgio (bandiera)         | C     | Yannick Carrasco   |
| 24 | Arabia Saudita (bandiera) | D     | Moteb Al-Harbi     |
| 26 | Arabia Saudita (bandiera) | C     | Riyadh Sharahili   |
| 27 | Arabia Saudita (bandiera) | D     | Fawaz Al-Sagour    |
| 28 | Arabia Saudita (bandiera) | A     | Nasser Al-Bishi    |
| 29 | Arabia Saudita (bandiera) | C     | Abdullah Al-Jawaey |
| 37 | Arabia Saudita (bandiera) | A     | Abdullah Matuq     |
| 38 | Arabia Saudita (bandiera) | D     | Mohammed Harbush   |
| 40 | Arabia Saudita (bandiera) | A     | Abdallah Radif     |
| 50 | Arabia Saudita (bandiera) | P     | Mohammed Al-Absi   |
| 88 | Arabia Saudita (bandiera) | D     | Nader Al-Sharari   |
|    | Arabia Saudita (bandiera) | C     | Musab Al-Juwayr    |

## Rosa 2022-2023
| N. |                           | Ruolo | Calciatore          |
| -- | ------------------------- | ----- | ------------------- |
| 1  | Arabia Saudita (bandiera) | P     | Zaid Al-Bawardi     |
| 2  | Arabia Saudita (bandiera) | D     | Khalid Al-Asiri     |
| 4  | Brasile (bandiera)        | D     | Iago Santos         |
| 6  | Arabia Saudita (bandiera) | C     | Majed Omar Kanabah  |
| 7  | Arabia Saudita (bandiera) | A     | Turki Al-Ammar      |
| 8  | Argentina (bandiera)      | C     | Cristian Guanca     |
| 10 | Argentina (bandiera)      | C     | Éver Banega         |
| 11 | Arabia Saudita (bandiera) | C     | Hattan Bahebri      |
| 12 | Arabia Saudita (bandiera) | D     | Khalid Al-Ghamdi    |
| 13 | Brasile (bandiera)        | D     | Carlos Júnior       |
| 15 | Arabia Saudita (bandiera) | C     | Hussain Al-Monassar |
| 16 | Arabia Saudita (bandiera) | D     | Hussain Al-Sabiyani |
| 17 | Colombia (bandiera)       | C     | Gustavo Cuéllar     |
| 18 | Corea del Sud (bandiera)  | P     | Kim Seung-gyu       |
| 19 | Inghilterra (bandiera)    | C     | Mo Adams            |
| 22 | Arabia Saudita (bandiera) | P     | Fawaz Al-Qarni      |
| 24 | Arabia Saudita (bandiera) | D     | Moteb Al-Harbi      |
| 25 | Arabia Saudita (bandiera) | D     | Saeed Al-Rubaie     |

| N. |                           | Ruolo | Calciatore             |
| -- | ------------------------- | ----- | ---------------------- |
| 26 | Arabia Saudita (bandiera) | C     | Mohammed Eissa Al-Yami |
| 27 | Arabia Saudita (bandiera) | D     | Fawaz Al-Sagour        |
| 32 | Arabia Saudita (bandiera) | A     | Saad Al-Muwallad       |
| 35 | Arabia Saudita (bandiera) | P     | Hussain Shae'an        |
| 37 | Arabia Saudita (bandiera) | A     | Abdullah Saeed         |
| 38 | Arabia Saudita (bandiera) | D     | Mohammed Harbush       |
| 39 | Arabia Saudita (bandiera) | D     | Nawaf Al-Dawsari       |
| 42 | Arabia Saudita (bandiera) | A     | Nasser Al-Bishi        |
| 71 | Arabia Saudita (bandiera) | A     | Ahmed Abdu             |
| 88 | Arabia Saudita (bandiera) | D     | Nader Al-Sharari       |
| 89 | Arabia Saudita (bandiera) | C     | Riyadh Sharahili       |
| 90 | Arabia Saudita (bandiera) | C     | Fahad Al-Muwallad      |
|    | Arabia Saudita (bandiera) | C     | Mohammed Attiyah       |
|    | Arabia Saudita (bandiera) | D     | Saud Fallath           |
|    | Senegal (bandiera)        | A     | Habib Diallo           |
|    | Marocco (bandiera)        | D     | Romain Saïss           |
|    | Belgio (bandiera)         | C     | Yannick Carrasco       |

## Rosa 2021-2022
| N. |                           | Ruolo | Calciatore            |
| -- | ------------------------- | ----- | --------------------- |
| 1  | Arabia Saudita (bandiera) | P     | Zaid Al-Bawardi       |
| 3  | Brasile (bandiera)        | D     | Iago Santos           |
| 5  | Arabia Saudita (bandiera) | D     | Hassan M Tambakti     |
| 6  | Arabia Saudita (bandiera) | C     | Abdulmalek Al-Khaibri |
| 7  | Arabia Saudita (bandiera) | A     | Turki Al-Ammar        |
| 8  | Brasile (bandiera)        | C     | Paulinho              |
| 10 | Argentina (bandiera)      | C     | Éver Banega           |
| 11 | Arabia Saudita (bandiera) | C     | Hattan Bahebri        |
| 12 | Arabia Saudita (bandiera) | D     | Mohammed Salem        |
| 13 | Brasile (bandiera)        | D     | Carlos Júnior         |
| 14 | Arabia Saudita (bandiera) | C     | Nawaf Al Abed         |
| 15 | Arabia Saudita (bandiera) | D     | Saoud Fallatah        |
| 17 | Arabia Saudita (bandiera) | D     | Abdullah Al-Shamekh   |

| N. |                           | Ruolo | Calciatore           |
| -- | ------------------------- | ----- | -------------------- |
| 19 | Argentina (bandiera)      | C     | Cristian Guanca      |
| 20 | Arabia Saudita (bandiera) | D     | Ahmed Sharahili      |
| 21 | Arabia Saudita (bandiera) | C     | Nasser Al-Omran      |
| 23 | Arabia Saudita (bandiera) | P     | Marwan Al-Haidari    |
| 27 | Arabia Saudita (bandiera) | D     | Fawaz Al-Sagour      |
| 32 | Arabia Saudita (bandiera) | C     | Abdulilah Al-Shaheen |
| 33 | Corea del Sud (bandiera)  | P     | Kim Seung-gyu        |
| 81 | Senegal (bandiera)        | C     | Alfred N'Diaye       |
| 88 | Arabia Saudita (bandiera) | C     | Nader Al-Sharari     |
| 89 | Arabia Saudita (bandiera) | C     | Riyadh Sharahili     |
| 90 | Arabia Saudita (bandiera) | C     | Fahad Al-Muwallad    |
| 99 | Argentina (bandiera)      | A     | Luciano Vietto       |

## Rosa 2020-2021
| N. |                           | Ruolo | Calciatore            |
| -- | ------------------------- | ----- | --------------------- |
| 2  | Cile (bandiera)           | D     | Igor Lichnovsky       |
| 3  | Arabia Saudita (bandiera) | D     | Khalid Al-Ghamdi      |
| 4  | Arabia Saudita (bandiera) | D     | Abdullah Al-Zori      |
| 5  | Arabia Saudita (bandiera) | D     | Hassan M Tambakti     |
| 6  | Arabia Saudita (bandiera) | C     | Abdulmalek Al-Khaibri |
| 7  | Arabia Saudita (bandiera) | A     | Turki Al-Ammar        |
| 8  | Argentina (bandiera)      | C     | Cristian Guanca       |
| 9  | Spagna (bandiera)         | A     | Santi Mina            |
| 10 | Argentina (bandiera)      | C     | Éver Banega           |
| 11 | Portogallo (bandiera)     | A     | Fábio Martins         |
| 12 | Arabia Saudita (bandiera) | D     | Mohammed Salem        |
| 13 | Arabia Saudita (bandiera) | D     | Khalid Al-Dubaysh     |
| 14 | Arabia Saudita (bandiera) | C     | Nawaf Al Abed         |
| 15 | Arabia Saudita (bandiera) | D     | Saoud Fallatah        |

| N. |                           | Ruolo | Calciatore           |
| -- | ------------------------- | ----- | -------------------- |
| 17 | Arabia Saudita (bandiera) | D     | Abdullah Al-Shamekh  |
| 18 | Arabia Saudita (bandiera) | C     | Waleed Al-Enezi      |
| 19 | Arabia Saudita (bandiera) | C     | Jamal Bajandouh      |
| 20 | Arabia Saudita (bandiera) | D     | Ahmed Sharahili      |
| 21 | Arabia Saudita (bandiera) | C     | Nasser Al-Omran      |
| 23 | Arabia Saudita (bandiera) | P     | Marwan Al-Haidari    |
| 27 | Arabia Saudita (bandiera) | D     | Fawaz Al-Sagour      |
| 32 | Arabia Saudita (bandiera) | C     | Abdulilah Al-Shaheen |
| 33 | Arabia Saudita (bandiera) | P     | Zaid Al-Bawardi      |
| 81 | Senegal (bandiera)        | C     | Alfred N'Diaye       |
|    | Arabia Saudita (bandiera) | C     | Ammar Al-Najjar      |
|    | Polonia (bandiera)        | C     | Grzegorz Krychowiak  |
|    | Argentina (bandiera)      | A     | Luciano Vietto       |

## Rosa 2019-2020
| N. |                           | Ruolo | Calciatore              |
| -- | ------------------------- | ----- | ----------------------- |
| 1  | Tunisia (bandiera)        | P     | Farouk Ben Mustapha     |
| 3  | Arabia Saudita (bandiera) | D     | Fahd Ghazi              |
| 5  | Algeria (bandiera)        | D     | Djameleddine Benlamri   |
| 6  | Arabia Saudita (bandiera) | C     | Abdulmalek Al-Khaibri   |
| 8  | Arabia Saudita (bandiera) | C     | Abdulmajeed Al-Sulayhem |
| 9  | Arabia Saudita (bandiera) | A     | Abdullah Al-Hamdan      |
| 10 | Argentina (bandiera)      | C     | Cristian Guanca         |
| 11 | Arabia Saudita (bandiera) | C     | Abdulmalik Al-Shammari  |
| 12 | Arabia Saudita (bandiera) | D     | Mohammed Salem          |
| 13 | Arabia Saudita (bandiera) | D     | Hassan Muath            |
| 16 | Arabia Saudita (bandiera) | C     | Mohmad Atiah            |
| 17 | Arabia Saudita (bandiera) | D     | Abdullah Al-Shamekh     |
| 18 | Arabia Saudita (bandiera) | C     | Waleed Hizam Al-Oneazi  |
| 20 | Arabia Saudita (bandiera) | D     | Ahmed Sharahili         |
| 21 | Arabia Saudita (bandiera) | C     | Nasser Al-Omran         |

| N. |                           | Ruolo | Calciatore             |
| -- | ------------------------- | ----- | ---------------------- |
| 22 | Arabia Saudita (bandiera) | P     | Mohammed Awaji         |
| 24 | Arabia Saudita (bandiera) | D     | Mohammed Al-Baqawi     |
| 29 | Arabia Saudita (bandiera) | A     | Abdullah Hadhariti     |
| 30 | Arabia Saudita (bandiera) | P     | Abdullah Al-Oaisher    |
| 31 | Arabia Saudita (bandiera) | D     | Muteb Al-Mufarrij      |
| 32 | Arabia Saudita (bandiera) | C     | Abdulilah Al-Shaheen   |
| 33 | Brasile (bandiera)        | C     | Somália                |
| 37 | Arabia Saudita (bandiera) | D     | Imran Ilyas Bakur Adam |
| 70 | Colombia (bandiera)       | C     | Danilo Moreno          |
| 71 | Arabia Saudita (bandiera) | A     | Turki Al-Ammar         |
| 81 | Senegal (bandiera)        | C     | Alfred N'Diaye         |
| 90 | Arabia Saudita (bandiera) | A     | Mohammad Al-Sahlawi    |
| 92 | Brasile (bandiera)        | C     | Sebá                   |
| 99 | Arabia Saudita (bandiera) | A     | Hassan Al-Raheb        |

## Rosa 2018-2019
| N. |                           | Ruolo | Calciatore                |
| -- | ------------------------- | ----- | ------------------------- |
| 1  | Tunisia (bandiera)        | P     | Farouk Ben Mustapha       |
| 3  | Arabia Saudita (bandiera) | D     | Fahd Ghazi                |
| 5  | Algeria (bandiera)        | D     | Djameleddine Benlamri     |
| 7  | Arabia Saudita (bandiera) | C     | Faisal Mohammed Al-Jahani |
| 8  | Arabia Saudita (bandiera) | C     | Abdulmajeed Al-Sulayhem   |
| 9  | Brasile (bandiera)        | C     | Arthur                    |
| 10 | Romania (bandiera)        | C     | Constantin Budescu        |
| 11 | Arabia Saudita (bandiera) | C     | Abdulmalik Al-Shammari    |
| 12 | Arabia Saudita (bandiera) | D     | Mohammed Salem            |
| 15 | Arabia Saudita (bandiera) | A     | Nasser Al-Shamrani        |
| 16 | Brasile (bandiera)        | D     | Euller                    |
| 17 | Arabia Saudita (bandiera) | D     | Saleh Al Qumayzi          |
| 18 | Arabia Saudita (bandiera) | C     | Waleed Hizam Al-Oneazi    |
| 21 | Arabia Saudita (bandiera) | D     | Jumaan Al-Dosari          |
| 22 | Arabia Saudita (bandiera) | P     | Mohammed Awaji            |

| N. |                           | Ruolo | Calciatore                |
| -- | ------------------------- | ----- | ------------------------- |
| 25 | Romania (bandiera)        | D     | Valerică Găman            |
| 26 | Arabia Saudita (bandiera) | A     | Rakhi Al-Shammari         |
| 28 | Arabia Saudita (bandiera) | P     | Abdullah Al-Sudairy       |
| 29 | Arabia Saudita (bandiera) | A     | Abdullah Hadhariti        |
| 32 | Arabia Saudita (bandiera) | C     | Abdulilah Al-Shaheen      |
| 33 | Brasile (bandiera)        | C     | Somália                   |
| 71 | Arabia Saudita (bandiera) | A     | Turki Al-Ammar            |
| 77 | Arabia Saudita (bandiera) | D     | Khalid Al-Kabi            |
| 88 | Brasile (bandiera)        | C     | Luiz Antônio              |
| 99 | Arabia Saudita (bandiera) | A     | Hassan Al-Raheb           |
|    | Marocco (bandiera)        | C     | Mbark Boussoufa           |
|    | Arabia Saudita (bandiera) | C     | Hassan Muath Fallatah     |
|    | Brasile (bandiera)        | C     | Sebá                      |
|    | Gambia (bandiera)         | A     | Bubacarr Trawally         |
|    | Arabia Saudita (bandiera) | D     | Mohammed Kareem Al Baqawi |

## Palmarès

### Competizioni nazionali
- Campionato saudita: 6

1990-1991, 1991-1992, 1992-1993, 2003-2004, 2005-2006, 2011-2012
- Coppa della Corona del Principe saudita: 3

1993, 1996, 1999
- Coppa del Re dei Campioni: 3

2008, 2009, 2014
- Coppa del Principe Faysal bin Fahd: 4

1988, 1989, 2009, 2010

### Competizioni internazionali
- Champions League araba: 2

1992, 1999
- Coppa dei Campioni del Golfo: 2

1993, 1994
- Supercoppa araba: 2

1995, 2000
- Coppa delle Coppe dell'AFC: 1

2000-2001

### Altri piazzamenti
- Campionato saudita:

Secondo posto: 2020-2021
Terzo posto: 2007-2008, 2012-2013
- Coppa del Re dei Campioni:

Finalista: 2013
Semifinalista: 2021-2022, 2024-2025
- Coppa del Principe della Corona saudita:

Semifinalista: 1998, 2001, 2005-2006, 2007-2008, 2009-2010, 2013-2014, 2015-2016
- AFC Champions League:

Finalista: 1992-1993
Semifinalista: 2010
- Supercoppa d'Asia:

Finalista: 2001
- Coppa dei Campioni araba per club:

Finalista: 1998
Semifinalista: 2019-2020, 2023

## Statistiche

### Risultati nelle competizioni AFC
- AFC Champions League: 10 apparizioni
  - Fase a gironi: 2005, 2007, 2015
  - Sedicesimi: 2009, 2011
  - Ottavi di finale: 2014, 2022
  - Quarti di finale: 2006, 2013
  - Semifinale: 2010
- Campionato d'Asia per club: 3 apparizioni
  - Secondo posto: 1993
    - Fase a gironi: 1994; 1995